# 쿠마리

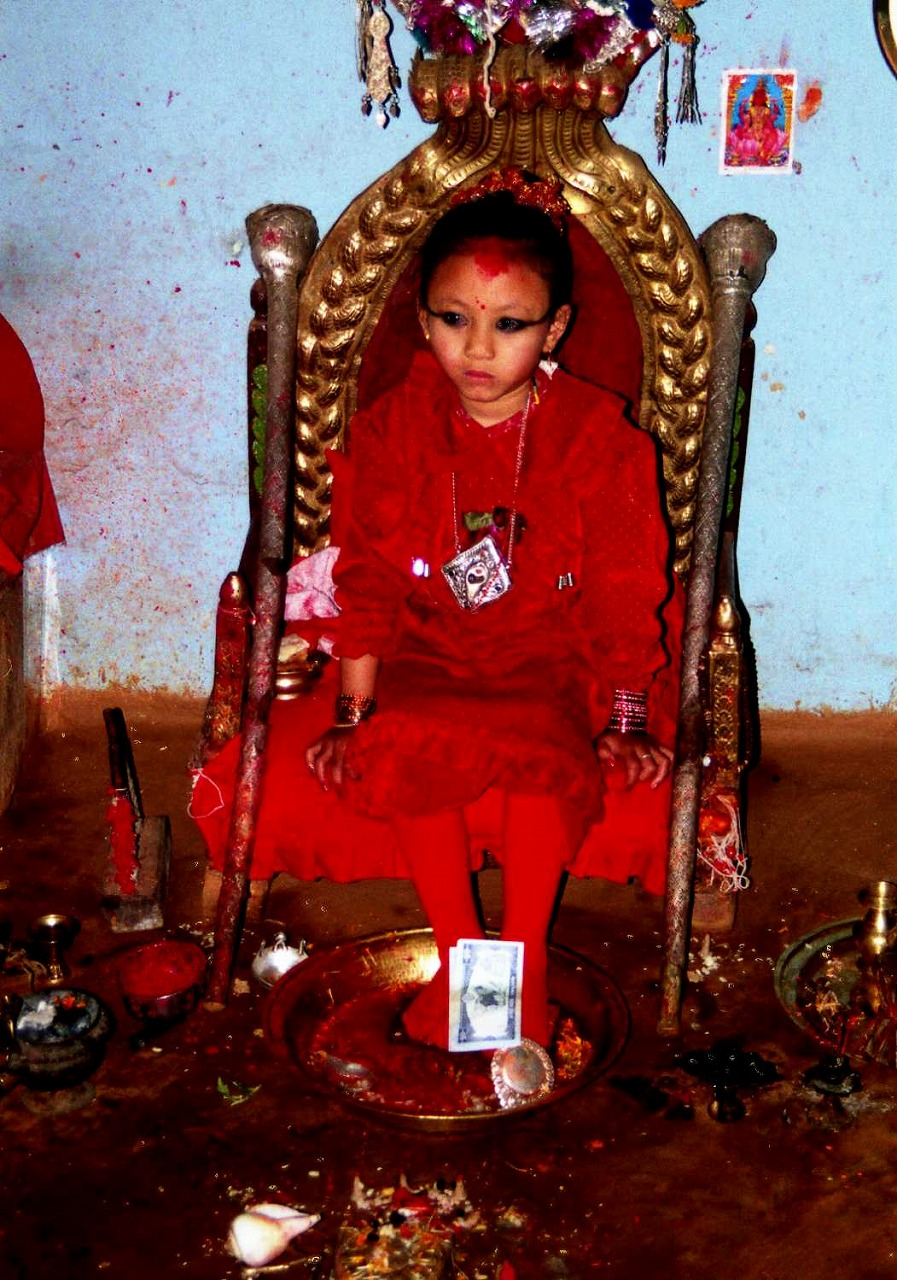
쿠마리

쿠마리, 또는 쿠마리 데비는 네팔에서 힌두교의 살아있는 여신이며, 네팔어로 처녀를 뜻하는 말이기도 하다. 네팔의 힌두교도와 불교도에 의해 숭배된다.
매우 까다로운 조건들(상처가 단 한번도 난적이 없고, 울지도 않는등 그외에도 예를 들어 소, 양, 말등의 시체가 놓여져있는 곳에 1일동안 소리 지르면 안되고 울면안됨)을 통과해야 선발되며 쿠마리가 되면 스스로 걷거나 말을 하면 안된다. 여신의 몸에서 피가 나오면 부정을 탔다고 해서 초경이 시작되면 쿠마리 자리에서 물러나게 된다. 쿠마리였던 여자와 결혼하면 남편이 죽는다는 말이 있어 결혼하기 쉽지 않았다.
다나 쿠마리 바즈라차르야라는 쿠마리가 월경을 하지 않는 무월경으로 인해 30대까지 쿠마리로 재위했는데, 강제로 물러나게 되었으나 계속 쿠마리의 삶을 살며 그녀를 신성시하는 사람들이 계속 그녀를 쿠마리로 모셨다고 한다.
하지만 현대에 들어서 쿠마리 제도가 인권 침해라고 바라보는 시각들이 생겨났다. 그래서 현대에는 쿠마리에게 학습권 보장을 위해 학교에 보내거나 개인교습을 시켜주고 있다.

## 대중문화 속 쿠마리
- 《시타를 위하여》 - 대한민국의 인터넷 만화